# Gérard Schmidt

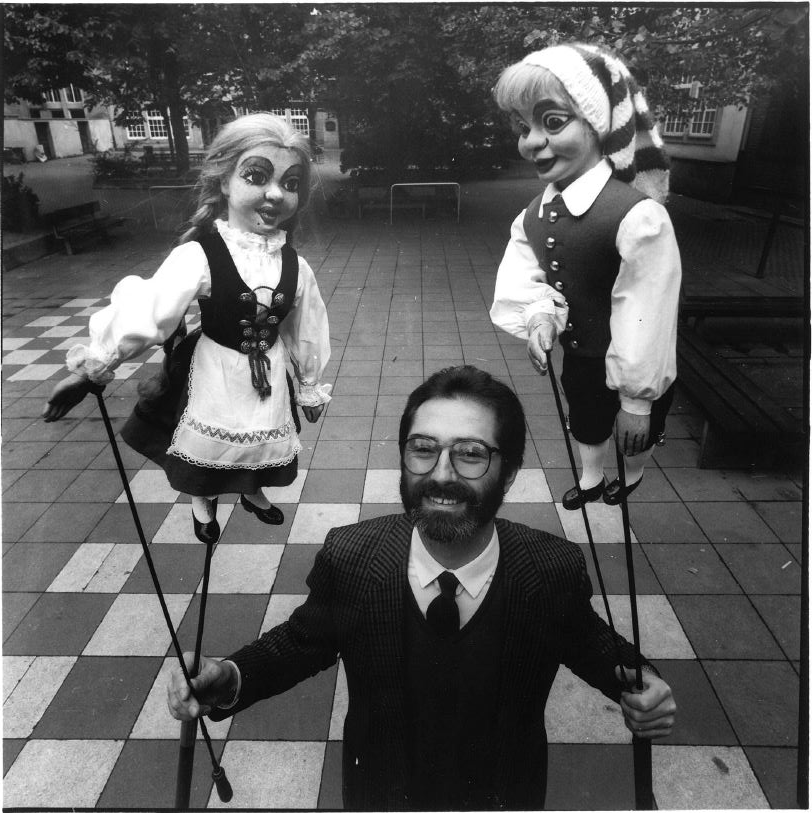
Gérard Schmidt mit Stockpuppen aus dem Hänneschen-Theater (ca. 1983)

Gérard Schmidt (* 13. August 1945 in Köln; † 1. Februar 1995 ebenda) war ein deutscher Journalist, Autor und Theaterleiter.

## Werdegang
Nach dem Abitur machte Gérard Schmidt ein Praktikum am Schauspiel Köln. Anschließend studierte er Philosophie, Germanistik und Kunstgeschichte zunächst in Berlin, später in Freiburg, wo er zudem am dortigen Stadttheater als Regieassistent und Inspizient tätig war. Von 1969 bis 1977 studierte er in Zürich, legte sich den französisierten Vornamen Gérard zu und promovierte 1971 zum Thema Zum Formgesetz des Doktor Faustus von Thomas Mann. Mehrere Jahre lang war er Lokalredakteur beim Kölner Stadt-Anzeiger.
Von 1983 bis 1988 hatte Schmidt die Spielleitung des Hänneschen-Theaters inne. Angeblich wurde er dazu ernannt, weil der damalige Kulturdezernent Peter Nestler damit den schärfsten Kritiker des Theaters – „um es zu retten“ – zu dessen Leiter ernannte. Er legte Wert auf den Austausch mit anderen Bühnen und forcierte die Gründung des „Fördervereins der Freunde des Hänneschen-Theaters“, auch engagierte er sich für die TV-Übertragung der „Hänneschen“-Puppensitzung im WDR. „Seine innovativen Ambitionen […] erweiterten die Strukturen der tradierten Puppenbühne, überforderten sie aber auch zuweilen“, so der Kölner Autor Wolfgang Oelsner. Der Versuch, „zwischen Tradition und Moderne zu balancieren“ (Beispiel: Knolli Horror Schäl Schau mit einem Schäl, der in Strapsen zu Rockmusik tanzt), führte aber letztlich dazu, dass sein Vertrag nach fünf Jahren nicht verlängert wurde.

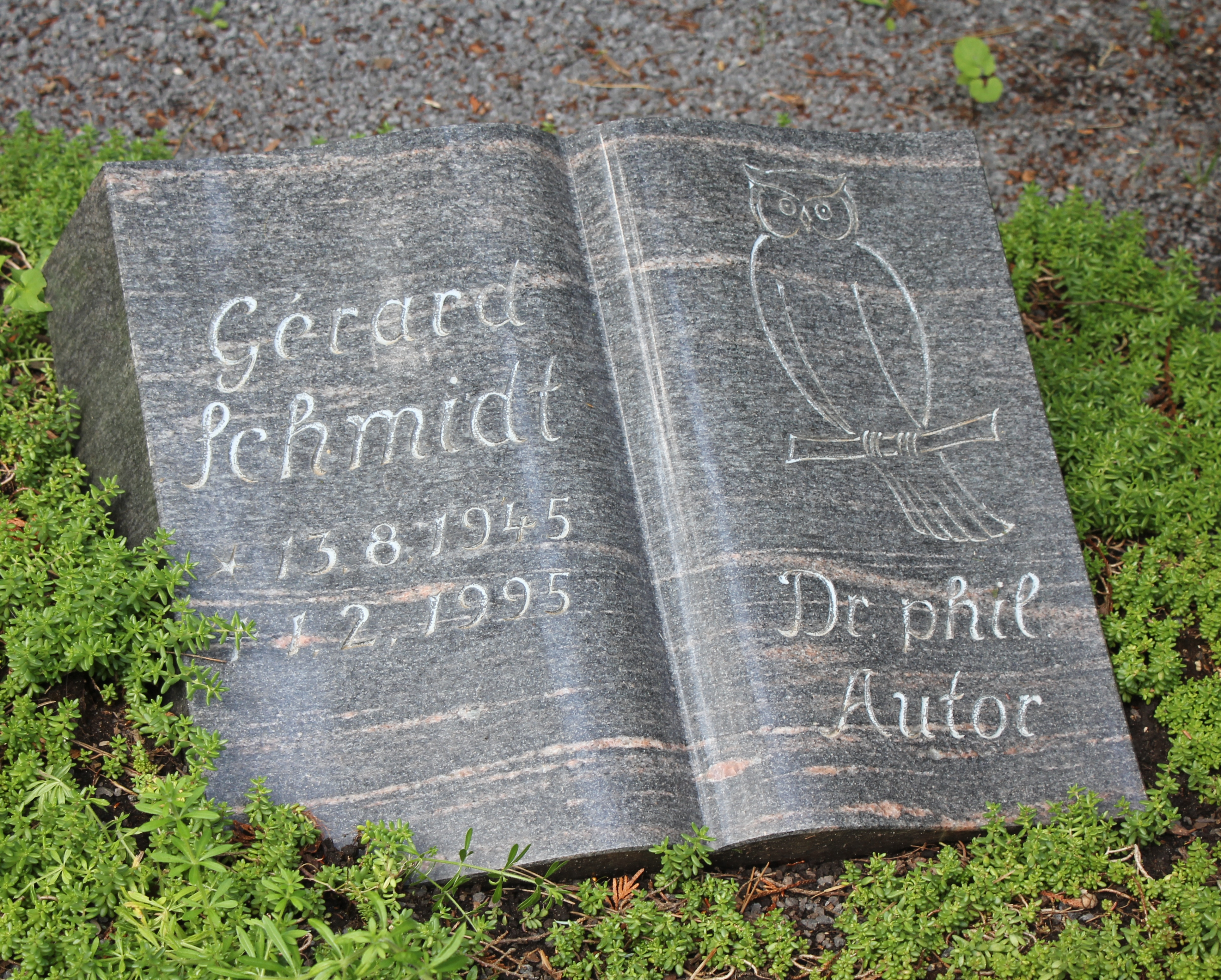
Schmidts Grab auf dem Kölner Melaten-Friedhof

Schmidt war vielfältig aktiv: Von 1985 bis zur Verschmelzung mit der UNIMA 1992 war er Präsident des Deutschen Bundes für Puppenspiel. Er war dramaturgischer Berater und Biograf von Trude Herr und verfasste zahlreiche Stücke für die Volksbühne, das Hänneschen sowie zwei Divertissementchen. Zudem schrieb er Essays, Bücher, ab 1990 sieben Comics auf Kölsch (Beispiel: De Franzuse kumme! Cologne 1794) sowie zur Kölner Volkskunst und kommentierte den Kölner Rosenmontagszug im Fernsehen. 1982 wurde er für seine Verdienste um die Kölner Brauchtumspflege in den vom Architekten Jupp Engels gegründeten Orden als Ritter vom Kallendresser aufgenommen.
Gérard Schmidt starb 1995 nach kurzer schwerer Krankheit im Alter von 49 Jahren. Der Kölner Stadt-Anzeiger schrieb im Nachruf: „Er war ein begeisterter Kölner, ein Mensch voller Phantasie, begeistert vom Spiel mit Worten und dessen optischer Umsetzung, liebenswürdig und humorvoll.“ Er wurde auf dem Kölner Melaten-Friedhof beigesetzt (Feld 64).

## Publikationen
- Zum Formgesetz des Doktor Faustus von Thomas Mann. Phil. Diss. Universität Zürich 1971. Athenaion, Wiesbaden 1976, ISBN 978-3-7997-0262-1.
- Taschenbuch zur Geschichte, Architektur und Ausstattung des Kölner Doms : aus Anlaß des Jubiläums der Vollendung des Kölner Doms vor hundert Jahren 1880. Greven, Köln 1980.
- Das Kölsch Hänneschen-Theater. In: Volker Canaris et al. (Hrsg.): Theaterstadt Köln. Prometh, Köln 1986, ISBN 978-3-922009-78-8, S. 183–186.
- Mit Wilhelm Blassen: Der Schabau vun der Tant – Das Kyōgen „Oba ga sake“. In: Universität Hamburg (Hrsg.): Oriens Extremus. Kultur, Geschichte, Reflexion in Ostasien. Band 32, 1989 (oriens-extremus.org [PDF]).
- Neues in und aus Knollendorf. Das Kölner „Hänneschen“-Theater zwischen Tradition und Erneuerung. In: Manfred Wegner (Hrsg.): Spiele der Puppe. Beiträge zur Kunst- und Sozialgeschichte des Figurentheaters im 19. und 20. Jahrhundert. Festschrift zum 50-jährigen Bestehen des Puppentheatermuseums im Münchner Stadtmuseum. Prometh, Köln 1989, ISBN 3-922009-92-1.
- Mit Martin Muster: Cöln Comic. 1–7. Hrsg.: Kölner Bank. Köln 1990.
- Mit Joachim Römer: Kölsch' Kaviar un' Ähzezupp : vom Essen, Trinken und Feiern in Köln mit alten und neuen Rezepten. Wienand, Köln 1990, ISBN 978-3-87909-206-2.
- Trude Herr, ihr Leben: „Niemals geht man so ganz ...“ Lübbe, Bergisch Gladbach 1991, ISBN 978-3-404-61214-7.
- als Herausgeber: Karneval trotz Krieg? : Eine Streitschrift. Köln, Wienand 1991, ISBN 3-87909-257-5. mit Beiträgen von u. a. Franz-Josef Antwerpes, Kurt Rossa und Joachim Meisner.
- Mit Manfred Linke: Karneval in Köln. Ein Fest in Bildern. Köln, Wienand 1991, ISBN 978-3-87909-272-7.
- Kölsche Stars. Wienand, Köln 1992, ISBN 978-3-87909-286-4.
- Köln im Bild, Cologne, Keulen. Wienand, Köln 1992, ISBN 978-3-87909-294-9.